# باتريك سترزودا
باتريك سترزودا (مواليد 5 يناير 1952) هو موظف حكومي فرنسي رفيع المستوى، ومحافظ سابق، ورئيس موظفي الرئيس الفرنسي الحالي إيمانويل ماكرون في قصر الإليزيه. كرئيس لفرنسا، يعمل ماكرون أيضًا بحكم منصبه كواحد من أميرا أندورا ويعمل سترزودا كممثل له بهذه الصفة.

## النشأة
ولد باتريك سترزودا في 5 يناير 1952، في ثان، أوت رين، فرنسا.  تخرج من جامعة فرانش كومتي حيث حصل على إجازة في اللغة الإنجليزية ومن جامعة ستراسبورغ حيث حصل على إجازة في القانون.  تخرج من المدرسة الوطنية للإدارة عام 1983.  

## الحياة المهنية
كان سترزودا رئيس موظفي حاكم دردنية من عام 1985 إلى عام 1987.  كان نائب محافظ سان جان دي موريان من 1987 إلى 1989، والأمين العام للجنة الألعاب الأولمبية الشتوية 1992 في ألبرتفيل من 1989 إلى 1992.  شغل منصب السكرتير العام لمقاطعة دروم في بلنسية من 1992 إلى 1994، ونائب حاكم آرل من 1995 إلى 1996.  كان مدير الإعلام والمجتمع لمدينة باريس من 1996 إلى 1997، والأمين العام للشؤون الإقليمية لمحافظة رون ألب من 1997 إلى 2002. 
شغل سترزودا منصب محافظ الألب العليا من عام 2002 إلى عام 2004، ومحافظ دو سيفر في عام 2005، ومحافظًا في المجلس الإقليمي لسافوا من عام 2006 إلى عام 2007.  شغل منصب محافظ أعالي السين من 2009 إلى 2011، ومحافظ كورس دو سود من 2011 إلى 2013، ومحافظ بريتاني من يونيو 2013 إلى مايو 2016.  
كان سترزودا رئيسًا لموظفي رئيس الوزراء برنارد كازينوف في الفترة من 4 مايو 2016 إلى 27 أبريل 2017.   شغل لفترة وجيزة منصب محافظ إيل دو فرانس في أبريل-مايو 2017.   في 14 مايو 2017، عيّنه الرئيس إيمانويل ماكرون رئيسًا للموظفين. 
حصل سترزودا على رتبة ضابط من وسام جوقة الشرف ووسام الاستحقاق الزراعي، ودرجة فارس من وسام السعفات الأكاديمية، ودرجة قائد من وسام الاستحقاق الوطني. 